# سرير الطفل
سرير الأطفال الصغار هو مكان صغير الحجم مصمم لنوم للأطفال الصغار، عند بلوغ الأطفال عام ونصف أو عامين من العمر يصبحون قادرون على الهروب من سرير الرضع، وفي هذا العمر غالبا يتم نقلهم إلى سرير الأطفال الصغار، ويصبح سرير الأطفال الصغار صغيرا بالنسبة للأطفال عند بلوغهم ما بين خمس وسبع سنوات، ثم يتم في هذا العمرنقلهم إلى سرير عادي
في العادة، تحوي اسرة الأطفال الصغار على حواجز جانبية منخفضة (جوانب السرير، قابلة للإزالة) على كل جانب لمنع الخروج العرضي من السرير اثناء النوم، بدلا من ان تكون مغلقة تماما مثل سرير الرضع، سرير الأطفال الصغار منخفض وقريب من الأرض لجعل دخول وخروج الأطفال امنا وسهل، المرتبة في سرير الأطفال الصغار غالبا ما تكون بنفس حجم المرتبة الموجودة في سرير الرضع، بشكل عام يتراوح سرير الأطفال من 70 سم (28 بوصة) × 140 سم (55 بوصة) إلى 78 سم (31 بوصة) × 180 سم (71 بوصة)، ونظرا لأن الأطفال الصغار يكونون في مرحلة تعلم التعبير عن اذواقهم، توجد اسرة بتصاميم معينة لجذب اختياراتهم (على سبيل المثال، سرير على شكل سيارة سباق).